# Колония Массачусетского залива
Колония Массачусетского залива (англ. Massachusetts Bay Colony) — британская колония в Новой Англии, самая северная из тринадцати колоний, позже реорганизованная в провинцию Массачусетского залива. Территория колонии располагалась вокруг залива Массачусетс, крупнейшими городами колонии были Сейлем и Бостон.
Колония была основана компанией Массачусетского залива согласно хартии Карла I, дозволяющей компании колонизировать земли между реками Чарльз и Мерримак. Вкладчиками компании стали инвесторы неудавшейся Дорчестерской компании, которая в 1623 году ненадолго основала поселение на мысе Энн.
Колония была образована в 1628 году и была второй попыткой колонизации. В 1630-х годах в Новую Англию переехали около 20 000 человек. Первыми поселенцами стали тысяча пуритан во главе с Джоном Уинтропом. Губернатора избирали сами поселенцы, избирательными правами были наделены только прихожане местной церкви, что предопределило религиозную направленность и колонии, и её правительства. Как следствие, колониальное руководство проявляло нетерпимость к другим религиозным платформам, в том числе к англиканским, квакерским и баптистским.
Первоначально поселенцы имели хорошие отношения с местным индейским населением, но возникшие трения в конечном итоге привели к Пекотской войне (1636—1638) и войне короля Филиппа (1675—1678), после чего большинство индейских племён на юге Новой Англии заключило мирные договоры с поселенцами.
Колония была экономически успешной, занимаясь торговлей с Англией и Вест-Индией. Нехватка твёрдой валюты в колонии побудила её создать монетный двор в 1652 году. В отличие от Плимутской и Лондонской компаний, которые обустраивали Плимутскую и Виргинскую колонии, колония Массачусетского залива не была обязана проводить заседания участников в Англии, поэтому управление компанией осуществлялось непосредственно из Бостона и Сейлема. Король был обеспокоен растущей самостоятельностью теократического правительства колонии и в 1684 году аннулировал её устав. Славная революция 1688 года позволила колонистам вернуть самоуправление, но лишь до 1691 года, когда колония была объединена с Плимутской колонией и колонией Мэн в провинцию Массачусетского залива.

## История
До прихода европейских поселенцев на восточный берег Новой Англии земли вокруг залива Массачусетс были территорией проживания нескольких алгонкинских племён, включая Массачусет, Наусет и Вампаноаг. Пеннакуки занимали долину реки Мерримак на севере, а нипмуки, покумтуки и магикане — западные земли современного штата Массачусетс, некоторые из этих племён платили дань могавкам, которые расширяли свои владения на севере современного штата Нью-Йорк. Общая численность индейского населения в регионе в 1620 году оценивалась в 7000 человек. Ещё в 1616 году их было значительно больше, но, по свидетельствам местных жителей, разразившаяся эпидемия привела к гибели двух третей населения. Модели землепользования индейцев включали пахотные земли, очищенные от леса, и лесные территории для охоты.
В начале XVII века несколько европейских исследователей начали изучение данного региона, в том числе Самюэль де Шамплен и Джон Смит. В 1606 году первые британские поселения появились на восточном побережье Северной Америки. 10 апреля 1606 года король Яков I предоставил устав, образовавший две акционерные компании по образованию колоний. Они не получили официальных названий, поэтому образованные ими колонии получили наименования «первая колония» и «вторая колония». Согласно этому уставу, «первая колония» и «вторая колония» должны были управляться Советом, состоявшим из 13 человек от каждой колонии. В уставе предусматривался дополнительный совет из 13 человек, именуемый «Совет Виргинии», который нес общую ответственность за объединённое предприятие.
«Первая колония» занимала земли между 34 и 41 градусами северной широты, «вторая колония» — между 38 и 45 градусами. Инвесторы из Лондона были назначены для управления поселениями в «первой колонии»; инвесторы из Плимута в графстве Девон были назначены для управления поселениями во «второй колонии». Лондонская компания приступила к строительству Джеймстауна. Плимутская компания под руководством сэра Фердинандо Горджеса заняла более северные районы, включая Новую Англию, и основала колонию Сагадахок в 1607 году в штате Мэн. Однако колония не закрепилась, и через год 120 поселенцев покинули регион. Горджес отмечал, что «больше не может быть и речи о поселении в этих землях» на ближайшие годы. Английские корабли продолжали прибывать в Новую Англию для ловли рыбы и торговли с индейцами.

### Плимутская колония
В декабре 1620 года группа паломников основала Плимутскую колонию к югу от залива Массачусетс, рассчитывая сохранить свою культурную самобытность и обрести свободу вероисповедания. Колонисты Плимута столкнулись с большими трудностями и добыли мало прибыли для своих инвесторов, которые продали им свои активы в 1627 году. Эдвард Уинслоу и Уильям Брэдфорд были лидерами колонии и, вероятно, авторами работы, опубликованной в Англии в 1622 году под названием «Mourt’s Relation». Эта книга в некотором роде стала рекламой дальнейшего переселения в Новую Англию.

### Поселение на мысе Энн
В 1623 году Совет Плимутской колонии основал небольшую рыбацкую деревню на мысе Энн под наблюдением Дорчестерской компании, а Томас Гарднер стал её управляющим. Эта компания была первоначально организована усилиями пуританского пастора Джона Уайта (1575—1648) из Дорчестера. Уайт был назван «отцом колонии Массачусетса» из-за его влияния на создание поселения, несмотря на то, что он так и не переселился в Америку. Поселение на мысе Энн не было прибыльным, и инвесторы Дорчестерской компании прекратили его финансирование к концу 1625 года. Поселенцы перебрались в соседний Глостер.

### Оформление колонии
Архиепископ Уильям Лод был советником короля Карла I и преданным англиканином, поэтому он стремился подавить религиозные практики пуритан в Англии. Преследование пуритан в 1620-х годах привело их к мысли, что религиозная реформа невозможна, пока Карл является королём, поэтому многие решили искать свободы вероисповедания в Новом Свете.
Между тем Джон Уайт продолжал искать источники финансирования колонии. 19 марта 1627/8 года Совет Новой Англии выдал грант на землю для новой группы инвесторов, в которую вошли несколько представителей Дорчестерской компании. Грант касался земли между реками Чарльз и Мерримак. Компания, которой был предоставлен грант, была названа «Компания Новой Англии в заливе Массачусетс». Компания избрала Мэтью Крэдока своим первым губернатором и сразу же начала вербовать поселенцев.
Компания отправила около 100 новых поселенцев в 1628 году под руководством помощника губернатора Джона Эндикотта, одного из грантополучателей. В следующем году поселение Наумкеаг было переименовано в Сейлем и пополнено ещё 300 поселенцами во главе с преподобным Фрэнсисом Хиггинсоном, одним из первых пасторов поселения. Первые зимы были трудными, поселенцы боролись против голода и болезней, что привело к многочисленным смертельным исходам.
Руководители компании стали искать способы получить Королевский устав для своей колонии, так как были обеспокоены противоречивостью земельных грантов, предоставленных сразу нескольким компаниям, способных привести к земельным спорам, а также из-за увеличения числа пуритан, которые хотели поселиться в колонии. Карл I предоставил устав 4 марта 1628/9 года, утвердив земли компании в Массачусетсе в статусе полноправной колонии. Устав не упомянул существенную оговорку о месте проведения годового собрания акционеров. В 1629 году Карл распустил парламент, после чего руководители компании встретились, чтобы рассмотреть возможность перемещения места управления компанией в колонию. В рамках Кембриджского соглашения группа инвесторов согласилась эмигрировать и переместить свои активы в Новую Англию.
Колония Массачусетского залива стала первой английской колонией, совет директоров которой не проживал в Англии. Эта независимость помогла поселенцам сохранить свои пуританские религиозные практики от вмешательства короля, архиепископа Лода или англиканской церкви. Устав оставался в силе в течение 55 лет; Карл II отозвал его в 1684 году. Парламент принял законодательство, именуемое «Навигационными актами», которые пытались помешать колонистам торговать с любой страной, кроме Англии. Колониальное сопротивление этим действиям вынудило короля отозвать устав Массачусетса и объединить все колонии в Новой Англии, Нью-Йорке и Нью-Джерси в Доминион Новая Англия.

### Колониальная история
Флотилия кораблей, иногда называемая «Флот Уинтропа», отплыла из Англии в апреле 1630 года. В Сейлем прибыли более 700 поселенцев во главе с губернатором Джоном Уинтропом.
В течение следующих десяти лет наблюдался постоянный исход пуритан из Англии, около 20 000 человек переселились в Массачусетс и соседние колонии во время Великой миграции. Рост числа поселенцев вызвал образование ряда новых поселений.
Войны трёх королевств приостановили миграцию, и значительное число поселенцев вернулись в Англию, чтобы сражаться на войне. Власти Массачусетса сочувствовали парламенту и имели в целом позитивные отношения с правителем Английского Содружества и лордом-протектором Оливером Кромвелем. Экономика колоний начала диверсифицироваться в 1640-х годах, так как торговля мехом, пиломатериалы и рыбная промышленность находили рынки сбыта в Европе и Вест-Индии, развивалась и кораблестроительная промышленность колонии. Появление поколения людей, родившихся в колонии, и рост купечества начали медленно менять политический и культурный климат колонии, хотя в её управлении по-прежнему доминировали относительно консервативные пуритане.
Поддержка колонией Кромвеля создала напряженность после реставрации монархии в Англии в 1660 году. Карл II стремился расширить королевское влияние на колонии, чему Массачусетс сопротивлялся вместе с другими колониями. Например, колония Массачусетского залива неоднократно отказывалась от просьб короля разрешить создание англиканской церкви в Новой Англии, а также законам о судоходстве, которые требовали от колонистов торговать только с Англией.
Все колонии Новой Англии были разорены войной короля Филиппа (1675—1676), когда индейцы южной Новой Англии поднялись против колонистов и были разгромлены. Земли Массачусетса особенно сильно пострадали от боёв. К концу войны большинство индейского населения южной Новой Англии заключили мирные договоры с колонистами.

### Отмена устава
После Реставрации 1660 года вопросы колониальной администрации привлекли внимание короля. В частности, Массачусетс с неохотой согласился с тем, что у короля есть полномочия по контролю над его управлением. Это привело к кризисам в 1660-х годах и в конце 1670-х годов, когда правление колонии конфликтовало с метрополией. В 1686 году королевская канцелярия известила колонию, что Королевский устав аннулирован.

### Восстановление и переорганизация колонии
С 1686 года территория колонии была административно объединена с другими колониями Новой Англии в Доминион Новая Англия. Власть в доминионе осуществлялась сэром Эдмундом Эндросом без какого-либо местного представительства и была крайне непопулярна в Новой Англии. Массачусетские элиты сговорились арестовать Эндроса в апреле 1689 года после Великой революции 1688 года в Англии, и восстановили правительство в соответствии с нормами отмененного устава. 1689—1692 годы были трудными, так как колония была на переднем крае войны короля Вильгельма, а её приграничные общины были разорены рейдами, проводимыми французскими и индейскими отрядами из Новой Франции.
Король Вильгельм III издал новую хартию в 1691 году, несмотря на усилия представителей Массачусетса по возрождению старого колониального устава. Колония Массачусетского залива была объединена с Плимутской колонией, Мартас-Виньярдом и Нантакетом, сформировав провинцию Массачусетского залива.

## Экономика
В первые годы колония сильно зависела от импорта сырья из Англии и поддерживалась инвестициями богатых иммигрантов. Некоторые отрасли активно развивались, особенно судостроение, рыболовство, меховая и лесопильная промышленность. Уже в 1632 году корабли, построенные в колонии, начали торговать с другими колониями, Англией и иностранными портами в Европе. К 1660 году торговый флот колонии был оценен в 200 кораблей, и к концу века его верфи, по оценкам, ежегодно строили несколько сотен судов. В первые годы флот в основном перевозил рыбу из Вест-Индии в Европу. Купцы обычно отправляли сушёную рыбу в Португалию или Испанию, забирали оттуда вино и масло для транспортировки в Англию, а затем перевозили готовые изделия из Англии в колонию. Эта и другие формы торговли стали незаконными после введения в 1651 году Закона о судоходстве, превратив колониальных торговцев, которые продолжали использовать эти торговые маршруты, в контрабандистов. Многие колониальные чиновники сами были торговцами или были политически зависимы от них, поэтому выступали против торговых ограничений со стороны короны.
Торговля мехом играла скромную роль в экономике колонии, так как реки не связывали её поселения с поселениями индейцев, которые занимались заготовкой меха. Древесина стала приобретать всё большее значение в экономике, особенно для военно-морских целей, после того, как конфликты между Англией и Голландией привели к пресечению поставок корабельных мачт из Англии.
Экономика колонии зависела от успеха её торговли, отчасти потому, что её земля не была подходящей для сельского хозяйства, как в других колониях, таких как Виргиния, где были созданы крупные плантации. Рыболовство было настолько важной отраслью, что лица, участвовавшие в нём, были освобождены от налогообложения и военной службы.
Товары перевозились на местные рынки по дорогам, которые иногда были немногим шире, чем индейские тропы. Мосты были довольно редким явлением, поскольку они были дорогими в эксплуатации, а на их владельцев налагались штрафы, если торговцы теряли грузы ввиду их обрушения. Из-за этого большинство речных переходов осуществлялось паромами. Заметными исключениями были мост через реку Мистик, построенный в 1638 году, и через реку Саугус, расходы на содержание которых субсидировались властями.
Колониальное правительство пыталось регулировать экономику несколькими способами. В ряде случаев оно принимало законы, регулирующие заработную плату и цены на экономически важные товары и услуги, но большинство таких инициатив длились недолго.

## Демография
Большинство людей, переселившихся в колонию в течение её первых 12 лет, прибыли из двух регионов Англии — из графства Линкольншир в Восточной Англии, а также из графств Девон, Сомерсет и Дорсет на юго-западе Англии. Хотя переселялись и из других регионов Англии. Модель миграции часто сосредотачивалась вокруг конкретного церковного прихода, недовольного ограничениями со стороны архиепископа Лода. Одной из характерных особенностей колоний Новой Англии (в отличие от некоторых других английских колоний) было то, что большинство переселенцев прибыли по религиозным и политическим причинам, а не по экономическим.
Переселенцы в основном состояли из состоятельных дворян и квалифицированных ремесленников. Они привезли с собой учеников и слуг, часть которых находились в подневольном состоянии. Переселялись и немногие титулованные дворяне, хотя часть из них ограничивалась финансовой поддержкой колонистов и приобретением земель в Массачусетсе и других колониях. Торговцы также представляли значительную долю мигрантов, они играли важную роль в экономики колонии.
С началом Гражданской войны в Англии в 1642 году эмиграция снизилась, и некоторые переселенцы даже вернулись в Англию, чтобы бороться за победу парламента. В последующие годы большинство иммигрантов прибывали в колонию по экономическим причинам; они были торговцами, моряками и ремесленниками. После отзыва Нантского эдикта в 1685 году колония также пополнилась французскими гугенотами. Кроме того, в колонию перебралось небольшое количество шотландцев. В целом население Массачусетса оставалось английским по этническому характеру до 1840-х годов.
Рабство существовало, но не было широко распространено в колонии. Некоторые индейцы, захваченные во время Пекотской войны, были порабощены, а те, что представляли наибольшую угрозу, были доставлены в Вест-Индию и обменены на товары и рабов. Губернатору Джону Уинтропу принадлежали несколько рабов-индейцев, а губернатор Саймон Брэдстрит владел двумя чернокожими рабами. В 1680 году Брэдстрит сообщил, что в колонии было от 100 до 120 рабов, но историк Хью Томас представил доказательства того, что их, возможно, было несколько больше.